# Gilbert Cates
Gilbert „Gil“ Cates; eigentlich Gilbert Katz (* 6. Juni 1934 in New York City, New York; † 31. Oktober 2011 in Los Angeles, Kalifornien) war ein US-amerikanischer Filmregisseur sowie Film- und Fernsehproduzent.

## Leben
Gilbert Cates’ Karriere im Filmgeschäft begann 1961 als Regisseur und Produzent der Fernsehserie Camouflage, einer nur kurzlebigen Spielsendung des US-amerikanischen Fernsehsenders ABC. Es folgten weitere Arbeiten vor allem für das Fernsehen. Im Jahr 1970 drehte er mit Ich sang nie für meinen Vater seinen ersten Spielfilm. Die Hauptrollen übernahmen Melvyn Douglas und Gene Hackman, die beide für ihre Rollen für den Oscar nominiert wurden. Ab den frühen 1980er Jahren drehte er ausschließlich Fernsehfilme.
1990 war er erstmals Produzent der Fernsehübertragung der Oscar-Verleihung. In dieser Funktion leitete er bis 2008 14 der 18 in diesem Zeitraum stattfindenden Oscar-Übertragungen. 1991 wurde er hierfür mit einem Emmy ausgezeichnet.
Von 1983 bis 1987 war er Präsident der Directors Guild of America.
Er war der Onkel der Schauspielerin Phoebe Cates. Deren Vater, sein Bruder Joseph Cates (1924–1998), war ebenfalls als Produzent im Filmgeschäft tätig.
Ihm zu Ehren gibt es einen Stern auf dem Hollywood Walk of Fame.

## Filmografie (Auswahl)
Regisseur
- 1966: Rings Around the World (Dokumentarfilm)
- 1970: Kein Lied für meinen Vater (I Never Sang for My Father)
- 1972: To All My Friends on Shore (Fernsehfilm)
- 1973: Sommerwünsche – Winterträume (Summer Wishes, Winter Dreams)
- 1973: Liebe in Fesseln (The Affair, Fernsehfilm)
- 1974: Nach dem Sündenfall (After the Fall, Fernsehfilm)
- 1976: Geheimnis der Libelle (Dragonfly)
- 1979: The Promise
- 1980: Einmal Scheidung, bitte! (The Last Married Couple in America)
- 1980: Tracy trifft den lieben Gott (Oh, God! Book II)
- 1982: Country Gold (Fernsehfilm)
- 1983: Hobson’s Choice (Fernsehfilm)
- 1984: Burning Rage (Fernsehfilm)
- 1985: Wie sag ich’s meinen Eltern? (Consenting Adult, Fernsehfilm)
- 1986: Spur der Angst (Child’s Cry, Fernsehfilm)
- 1987: Final Night – Die letzte Nacht (Backfire)
- 1988: Der Todesengel (Fatal Judgement, Fernsehfilm)
- 1988: My First Love (Fernsehfilm)
- 1989: Wer hat Angst vorm Schwarzen Mann? (Do You Know the Muffin Man?, Fernsehfilm)
- 1990: Die Patty-Duke-Story (Call Me Anna, Fernsehfilm)
- 1991: Zwischen Leben und Tod (Absolute Strangers, Fernsehfilm)
- 1993: Confessions: Zwei Gesichter des Bösen (Confessions: Two Faces of Evil, Fernsehfilm)
- 1996: Innocent Victims (Fernsehfilm)
- 2002: Collected Stories (Fernsehfilm)
- 2002: A Death in the Family (Fernsehfilm)